# Route nationale 29 (Guinée)
Pour les articles homonymes, voir Route nationale 29.
La Route nationale 29 (N29) est une route nationale en république de Guinée, commençant à Dabola à la sortie de la N1 et se terminant à Faranah à la bretelle d'accès à une route secondaire (N1). Elle mesure 107 kilomètres de long,,.

## Tracé
- Dabola
- Diabakagna
- Toumania
- Falmoria
- Faranah